# سخنرانی‌های پوزن

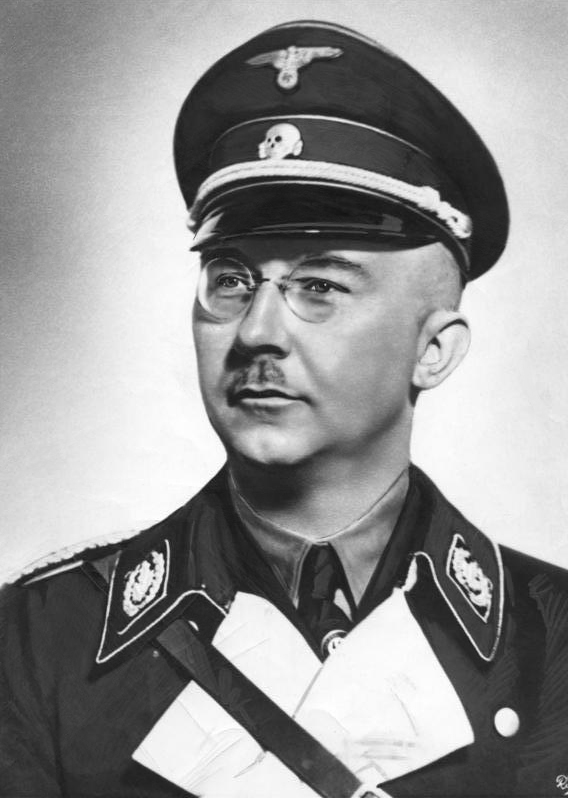
هاینریش هیملر (به آلمانی: Heinrich Himmler) (۷ اکتبر ۱۹۰۰ – ۲۳ مه ۱۹۴۵) نظامی و سیاست‌مدار آلمانی و فرمانده نیروهای اس‌اس در این کشور در دوره حاکمیت حزب نازی بود

سخنرانی‌های پوزن دو سخنرانی مخفی بودند که گفته می‌شود هاینریش هیملر رهبر اس اس، آنان در تالار شهر پوزن در ۴ و ۶ اکتبر ۱۹۴۳ ایراد کرده است. این نوشته‌ها اولین اسناد شناخته شده‌ای است که اعضای دولت رایش در آن از نابودی یهودیان در اردوگاه‌های بازداشت یهودیان سخن گفته است. این‌ها نشان می‌دهد که دولت رایش می خواسته هولوکاست را انجام بدهد، برای آن برنامه‌ریزی کرده و آن را انجام داده است.